# Acanthocheila
Acanthocheila is een geslacht van wantsen uit de familie van de Tingidae (Netwantsen). Het geslacht werd voor het eerst wetenschappelijk beschreven door Carl Stål in 1858.

## Soorten
Het genus bevat de volgende soorten:

- Acanthocheila abducta Buchanan-White, 1879
- Acanthocheila armigera (Stål, 1858)
- Acanthocheila comentis Drake, 1953
- Acanthocheila comitis Drake, 1948
- Acanthocheila denieri Monte, 1940
- Acanthocheila dira Drake & Hambleton, 1945
- Acanthocheila exquisita Uhler, 1889
- Acanthocheila hollandi Drake, 1935
- Acanthocheila nexa Drake, 1936
- Acanthocheila nigriscens Drake & Bondar, 1932
- Acanthocheila rustica Monte, 1942
- Acanthocheila sigillata Drake & Bruner, 1924
- Acanthocheila spinicosta Van Duzee, 1907
- Acanthocheila thaumana Drake & Cobben, 1960
- Acanthocheila tumida Drake, 1924
- Acanthocheila visenda Drake & Hambleton, 1934